# Лесозавод (Брянский район)
Лесозавод — посёлок в Брянском районе Брянской области, в составе Свенского сельского поселения. Расположен в 12 км к югу от Брянска, в 4 км к востоку от посёлка Свень. Население — 78 человек (2010).
Имеется железнодорожная платформа (387 км) на линии Брянск—Навля.
Возник в середине XX века. С 1963 года был причислен к Свенскому поссовету, а с 1970-х гг. по 2007 год — включён в состав пгт Свень.